# Koreas Folkehær
Koreas Folkehær (Chosŏn inmin'gun; 조선인민군) er den officielle hær for Den Demokratiske Folkerepublik Korea og verdens 4. største hær.  
Alle mænd i Nordkorea aftjener 10 års værnepligt i hæren fra de er 17. Det sikrer en aktiv styrke på over 1,1 millioner soldater og en reserve på 8,2 millioner mænd og kvinder. 
Hæren har et efterhånden aldrende, men stadig tungt arsenal af diverse artilleri og jagerfly, primært af ældre sovjetisk model. Der udover har hæren verdens tredjestørste arsenal af kemiske våben, bl.a. store lagre med tabun og sarin. Hæren har desuden gennemført en række atomprøvesprængninger i 2006 og 2009 og udvikler og råder over moderne SRBM-, MRBM- og ICBM-missilsystemer, som formentlig kan indeholde atomvåben. 
Kim Jong-un er formand for militærkommissionen og dermed øverstbefalende for hæren. 

## Om hæren

### Songun
Hele samfundsstrukturen i folkerepublikken er bygget på teorien Sŏn'gun, der er et koreansk begreb, som betyder Militæret Først. Teorien blev lanceret af Kim Jong-Il i 1994, lige efter Kim Il-Sung's død. Songun står for at hæren altid er det øverste og mest magtfulde organ i staten, over regeringen. Det betyder i praksis at hæren har første prioritet på statsbudgettet og landets øvrige ressourcer. Det forklarer også hvorfor folkerepublikkens de facto leder ikke er præsidenten eller premierministeren, men i stedet Kim Jong-un, der er Formand for Militærkommissionen - den mest magtfulde position en nulevende kan have i Nordkorea. Det skyldes at den ultimativt højeste magtposition i landet stadig tilhører den afdøde Kim Il-Sung, som de jure er "Præsident til evig tid".

## Historie

### Dannelsen af folkehæren
Hæren opstod formelt den 25. april 1932 i Yenan, Kina og blev stiftet af Kim Tu-bong og Mu Chong som en illegal kommunistisk guerillahær, der skulle bekæmpe den japanske besættelsesmagt, som holdt Korea som japansk koloni fra 1905 til 1945. 
Hæren blev officielt annonceret den 8. februar 1948, syv måneder før Den Demokratiske Folkerepublik Korea blev udråbt den 9. september 1948 af Kim Il-Sung og har siden været Nordkoreas nationale hær. Sovjetunionen bidrog til det materielle grundlag for hæren og sendte ligeledes delegationer til Nordkorea for at uddanne de første nordkoreanske officerer til basistræning af soldater. 

## Arsenal

### Infanteri
| Billede           | Navn        | Type          | Producent     | Antal (ca.) |
| ----------------- | ----------- | ------------- | ------------- | ----------- |
|                   | Type 59     | Kampvogn      | Kina          | 1,000       |
|                   | Type 63     | Kampvogn      | Kina          | Ukendt      |
|                   | T-55        | Kampvogn      | Sovjetunionen | 1,600       |
|                   | BTR-60      | Kampvogn      | Sovjetunionen | 1,000       |
|                   | T-62        | Kampvogn      | Sovjetunionen | 800         |
|                   | PT-76       | Kampvogn      | Sovjetunionen | 460         |
|                   | ZSU-57-2    | Antiluftskyts | Sovjetunionen | 250         |
|                   | BMP-1       | Kampvogn      | Sovjetunionen | 200         |
|                   | ZSU-23-4    | Antiluftskyts | Sovjetunionen | 100         |
| Fil:RM 70 MRL.jpg | BM-21 Grad  | Artilleri     | Sovjetunionen | 50          |
|                   | 2S4 Tyulpan | Mortér        | Sovjetunionen | 50          |
|                   | Chonma-ho   | Kampvogn      | Nordkorea     | 1,200       |

### Flåde
| Billede | Navn          | Type     | Producent     | Antal (ca.) |
| ------- | ------------- | -------- | ------------- | ----------- |
|         | Romeo class   | Ubåd     | Sovjetunionen | 22          |
|         | Whiskey class | Ubåd     | Sovjetunionen | 4           |
|         | Osa class     | Angriber | Sovjetunionen | 12          |
|         | Burevestnik   | Fregat   | Sovjetunionen | 1           |

### Luftvåben
| Billede | Navn             | Type        | Producent     | Antal (ca.) |
| ------- | ---------------- | ----------- | ------------- | ----------- |
|         | MiG-21           | Fighter     | Sovjetunionen | 150         |
|         | MiG-23           | Fighter     | Sovjetunionen | 56          |
|         | MiG-29           | Multi       | Sovjetunionen | 40          |
|         | Mil Mi-24        | Angriber    | Sovjetunionen | 20          |
|         | Il-76            | Transport   | Sovjetunionen | 3           |
|         | Chengdu J-7      | Operationel | Kina          | 40          |
|         | MQM-107 Streaker | UAV         | USA           | 25          |

### Ballistiske missiler
| Billede | Navn          | Type      | Rækkevidde | Producent     | Antal (ca.) |
| ------- | ------------- | --------- | ---------- | ------------- | ----------- |
|         | 9K52 Luna-M   | Artilleri | 70 km.     | Sovjetunionen | 25          |
|         | P-15 Termit   | Anti-skib | 160 km.    | Sovjetunionen | Ukendt      |
|         | OTR-21 Tochka | SRBM      | 120 km.    | Sovjetunionen | 30          |
|         | Hwasong-6     | SRBM      | 700 km.    | Nordkorea     | 800         |
|         | BM25 Musudan  | IRBM      | 4000 km.   | Nordkorea     | 30          |